# Археологія Української РСР (книга)
«Археоло́гія Украї́нської РСР» — колективна монографія в трьох томах, яка вийшла друком у Києві у видавництві «Наукова думка» в 1971—1975 роках. У 1985—1986 роках видання вийшло у світ російською мовою.

## Зміст видання
Це фундаментальне дослідження підсумовувало найважливіші на той час досягнення археологічної науки в Україні. У монографії йдеться про розвиток первісного суспільства:
- кам'яна доба, мідна доба і бронзова доба (перший том),
- про ранню залізну добу та античні держави Північного Причорномор'я (другий том),
- про добу слов'ян давніх і Київської Русі (третій том).

У тритомнику систематизовано значний фактичний матеріал, що яскраво відображає трудову діяльність людини, побут, вірування, суспільний лад, культурні зв'язки та інші сторони суспільного життя і становить важливу джерелознавчу базу для історичних розробок і узагальнень.

## Премії
13 грудня 1977 року за монографію «Археологія Української РСР» лауреатами Державної премії УРСР у галузі науки і техніки стали:
- Славін Лазар Мойсейович, член-кореспондент Академії наук УРСР,
- Довженок Василь Йосипович, доктор історичних наук (посмертно),
- Захарук Юрій Миколайович, кандидат історичних наук, заступник директора Інституту археології Академії наук СРСР,
- Шапошникова Олімпіада Гаврилівна, кандидат історичних наук, старший науковий співробітник Інституту археології Академії наук УРСР,
- Березанська Софія Станіславівна, кандидат історичних наук, старший науковий співробітник Інституту археології Академії наук УРСР,
- Кучера Михайло Петрович, кандидат історичних наук, завідувач відділу Інституту археології Академії наук УРСР,
- Іллінська Варвара Андріївна, доктор історичних наук, старший науковий співробітник Інституту археології Академії наук УРСР,
- Тереножкін Олексій Іванович, доктор історичних наук, завідувач відділу Інституту археології Академії наук УРСР,
- Телегін Дмитро Якович, доктор історичних наук, завідувач відділу Інституту археології Академії наук УРСР,
- Бібиков Сергій Миколайович, член-кореспондент Академії наук УРСР, завідувач відділу Інституту археології Академії наук УРСР, керівник роботи.